# Philippe Senderos
Philippe Sylvain Senderos (ur. 14 lutego 1985 w Genewie) – szwajcarski piłkarz hiszpańskiego pochodzenia występujący na pozycji obrońcy.

## Kariera

### Servette FC
Jest wychowankiem Servette FC, w którym przez dwa sezony gry wystąpił 26 razy i zdobył trzy gole.

### Arsenal F.C.
Od 1 czerwca 2003 grał w Arsenalu. Przez pierwszy sezon nie zagrał jednak w ani jednym meczu. W Arsenalu zadebiutował 27 października 2004 w spotkaniu Pucharu Ligi z Manchesterem City. W Premier League pierwszy raz wystąpił natomiast 1 stycznia 2005 w meczu z Charltonem Athletic. Cały sezon 2004/2005 zakończył natomiast z 13 ligowymi występami. 15 października 2005 w spotkaniu z West Bromwich Albion zdobył pierwszą bramkę dla Arsenalu. W sezonie 2005/2006 zagrał w 20 meczach Premier League. W sezonach 2006/2007 i 2007/2008 dalej nie był podstawowym graczem i zagrał kolejno w 14 i 17 meczach, strzelając łącznie dwie bramki.

#### A.C. Milan
27 sierpnia 2008 został wypożyczony na cały sezon do A.C. Milan. Przez pierwsze pół roku nie wystąpił w żadnym meczu z powodu kontuzji. We włoskim zespole zadebiutował 17 stycznia 2009 w meczu ligowym z ACF Fiorentina. W Milanie wystąpił łącznie w 14 meczach, po czym powrócił do Londynu.

#### Everton F.C.
23 stycznia 2010 został wypożyczony na resztę sezonu 2009/10 do Evertonu. Rozegrał tam dwa mecze ligowe.

### Fulham F.C.
8 czerwca 2010 na zasadzie wolnego transferu przeszedł do Fulham.

### Valencia CF
31 stycznia 2014 podpisał kontrakt z hiszpańską Valencią.

### Reprezentacja
W reprezentacji Szwajcarii wystąpił 55 razy. Zadebiutował w niej 26 marca 2005 w meczu eliminacyjnym do mistrzostw świata z Francją. Wystąpił w trzech z czterech meczów reprezentacji Szwajcarii na Mundialu 2006, był również uczestnikiem Euro 2008.

## Życie prywatne
Jest synem Hiszpana i Serbki. W wywiadzie dla gazety The Guardian przyznał, że włada pięcioma językami.

## Sukcesy
- Mistrzostwo Europy U-17 (2002)
- Tarcza Wspólnoty (2004)
- Puchar Anglii (2005)